# Topola (selo)
Pour les articles homonymes, voir Topola (homonymie).
Topola (selo) (en serbe cyrillique : Топола (село)) est une localité de Serbie située dans la municipalité de Topola, district de Šumadija. Au recensement de 2011, elle comptait 1 883 habitants.
Topola (selo) est officiellement classée parmi les villages de Serbie.

## Démographie

### Évolution historique de la population
| 1948  | 1953  | 1961  | 1971  | 1981  | 1991  | 2002  | 2011  |
| ----- | ----- | ----- | ----- | ----- | ----- | ----- | ----- |
| 2 040 | 2 134 | 2 017 | 1 907 | 2 340 | 1 860 | 1 363 | 1 883 |

|  |